# Хииака (спутник)
Хииака или Хийака — первый из двух обнаруженных спутников карликовой планеты Хаумеа.
Спутник диаметром около 390 км, больший и ярчайший из двух спутников. Орбита Хииаки почти круговая с периодом обращения 49,12 суток. Наблюдаемое сильное поглощение в инфракрасном спектре (1,5 и 2 микрометра), согласуется с почти чистым кристаллизованным водяным льдом, покрывающим большую часть его поверхности. Необычный спектр, и его подобие спектральным линиям в спектре Хаумеа, позволили Майклу Брауну и его коллегам сделать вывод о маловероятности того, что спутниковая система была сформирована гравитационным захватом объектов пояса Койпера, проходивших по орбите около карликовой планеты, и высокой вероятности того, что спутники образовались из фрагментов непосредственно Хаумеа.
Несмотря на относительно большой размер Хииаки, исследования предполагают, что спутник не заблокирован приливными силами и имеет период вращения около 9,8 часов.

## Состав
В ближнем инфракрасном спектре Хииаки преобладают полосы поглощения водяного льда, что означает, что ее поверхность состоит в основном из него же. Наличие полосы в 1,65 мкм указывает на то, что поверхностный лед в основном находится в кристаллической форме. В настоящее время непонятно, почему водяной лёд на поверхности не превратился в аморфную форму, как можно было бы ожидать, из-за его постоянного облучения космическими лучами.